# دكتور مارتن
دكتور مارتن هو مسلسل تم إنتاجه في المملكة المتحدة. بدأ عرضه في سنة 2004 على ITV. بلغ عدد مواسم المسلسل 9 مواسم، كما بلغ عدد حلقاته 70 حلقة، وتبلغ مدة الحلقة الواحدة 50 دقيقة. تم بث المسلسل لأول مرة بتاريخ 2 سبتمبر 2004. مسلسل تلفزيوني دراما كوميدي طبي بريطاني من بطولة مارتن كلونيس في دور دكتور مارتن إلينغهام. المسلسل من إنشاء مينغيلا دومينيك والتي صنعت هذا المسلسل بعد مشاهدة شخصية دكتور مارتن بامفورد في فيلم انقاذ غريس من إنتاج سنة 2000.

## القصة
دكتور مارتن الينغهام هو جراح أوعية دموية مبدع وناجح في عمله يعمل في كلية لندن الإمبراطورية، ثم فجأة يعاني من رهاب الدم مما يجبره على أن يتوقف عن العمل كجراح ويعود للعمل كطبيب عام في قرية صغيرة بالقرب من لندن تدعى بورتوين التي قضى فيها جزء من طفولته مع عمته جون التي ماتزال تقطن في نفس القرية.

## الممثلون والشخصيات
| الممثل       | الشخصية التي لعبها   |
| ------------ | -------------------- |
| مارتن كلونيس | دكتور مارتن الينغهام |
| كارولين كاتز | لويزا الينغهام       |
| ايان ماكنيس  | برت لارج             |
| ستيفاني كول  | العمة جون            |

## وصلات خارجية
- دكتور مارتن على موقع IMDb (الإنجليزية)
- دكتور مارتن على موقع روتن توميتوز (الإنجليزية)
- دكتور مارتن على موقع كينوبويسك (الروسية)
- دكتور مارتن على موقع ألو سيني (الفرنسية)
- دكتور مارتن على موقع قاعدة بيانات الفيلم (الإنجليزية)